# Jairo Gómez
Jairo Gómez Sánchez  (24 de agosto de 1984, Ciudad de México) es un actor mexicano.

## Biografía
Hermano de Hixem Gómez (nacido en 1983), Zoraida Gómez (nacida en 1985) y de Eleazar Gómez (nacido en 1986), también primo distinto del actor y modelo brasileño Mateus Gomez, actriz. Zoraida, Eleazar y Jairo Gómez actuaron juntos en la telenovela Rebelde (2004-2006). Estudia cinematografía en España. Su hermano Hixem se suicidó el 7 de diciembre de 2001 a los 18 años. Los restos de su hermano descansan en el Panteón Español de la Ciudad de México.

## Trayectoria
- Rebelde (2004)
- Clase 406 (2003) - Saúl
- Mujer, casos de la vida real (2002-2006) - 11 episodios
- Así son ellas (2002) - Rogelio Calderón Corso
- La otra (2002) - Cristóbal Ocampo
- Sin sentido (2002)
- Corazones rotos (2001) - Santiago
- Mi generación (1997-1998) - Juan Pablo
- Tú y yo (1996) - Pepito
- Al derecho y al derbez (1993)
- Amores verdaderos
- Amorcito corazón
- La que no podía amar
- Carrusel

- Datos: Q5925521